# Двухтактный двигатель Д6, Д8
Двухтактный двигатель Д6, Д8 — это советский карбюраторный двигатель, разработанный для Рижского мотозавода «Саркана Звайгзне» и применявшийся на мопедах Рига −7, Рига-11 и Рига-13.

## Различия двигателей Д6, Д8, Д8Э

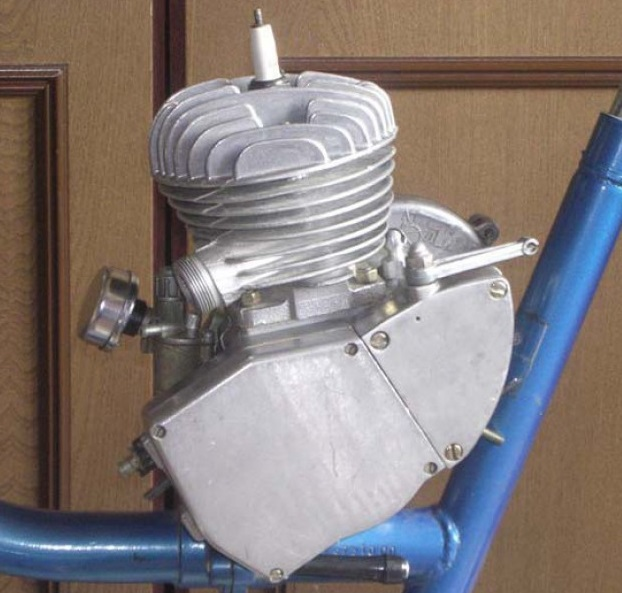
Двигатель двухтактный, карбюраторный, одноцилиндровый, Д6.

Различия у двигателей Д6, Д8, Д8Э минимальны:
1. Обороты холостого хода.
2. Номинальная мощность.
3. Карбюратор К34Б и К34Д.

У двигателя Д6 холостые обороты не менее 2600 мин−1, мощность при 4500 мин−1 — 1,2 л.с, карбюратор К34Б.
У двигателя Д8 холостые обороты не менее 2000 мин−1, мощность при 5500 — 6000 мин−1 — 1,3- 1,5 л.с, карбюратор К34Б.
У двигателя Д8Э холостые обороты не менее 2000 мин−1, мощность при 5500 — 6000 мин−1 — 1,3- 1,5 л.с, карбюратор К34Д.
Кроме того у двигателя Д8Э имеется выносная высоковольтная катушка зажигания типа ТЛМ-3, в отличии от Д6, Д8, на которых высоковольтная и низковольтная обмотка катушки находятся на самом магнето. Также на двигателе Д6 магнето имеет один вывод низковольтный и высоковольтный лепесток, а на магнето Д8 два вывода (низковольтный и высоковольтный).

## Принцип работы двигателей серии «Д»

### Принцип работы электрической системы двигателей серии «Д».
Источником электропитания двигателей Д6 и Д8 служит магнето Д6, Д8 в зависимости от двигателя Д6 или Д8 (у Д8Э используется выносная катушка ТЛМ-3, а на магнето только низковольтная), они взаимозаменяемы. Для запуска двигателя используется педальный привод (каретка), присоединенный при помощи цепной передачи к заднему колесу, тем самым совершая вращательное движение малой звезды, находящейся на валу сцепления, через большую и малую шестерню, посаженную на коленчатый вал. Вращательное движение коленчатого вала переходит в поступательное движение шатуна и поршня соединенного с ним поршневым пальцем.
На левую цапфу коленчатого вала посажен мощный магнит, играющий роль ротора, магнитопровод с катушкой — статора.
Работа магнето основана на двух законах: «ЭДС индукции» и «ЭДС самоиндукции».

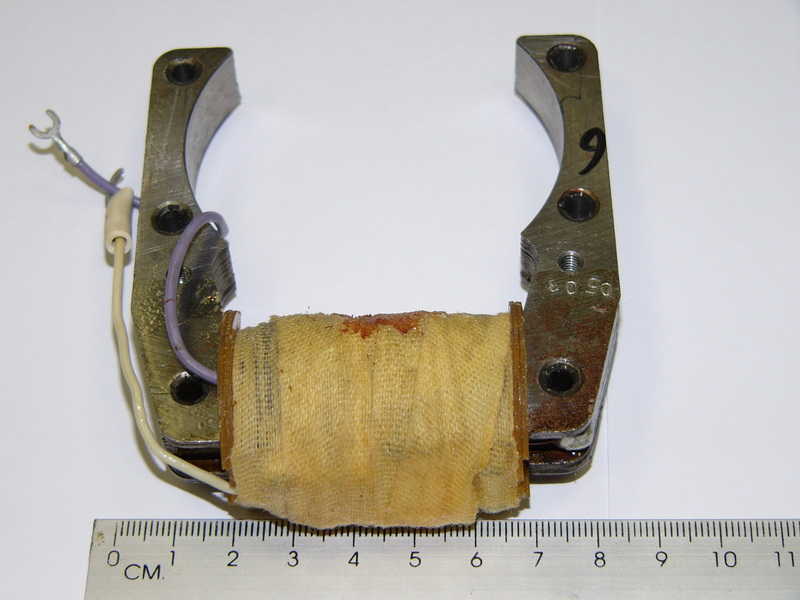
Магнето Д8.

При вращения педали каретки, происходит вращение магнита, посаженного на коленчатый вал. По закону Фарадея, при вращении магнитного поля и изменении его по времени через поверхность, ограниченную контуром, в низковольтной обмотке (300 витков проводом 0,6 мм) индуцируется электрический ток (называемый индукционным), при напряжении порядка 300—400 Вольт и сопротивлении 3,3 — 5 Ом. На магнето установлен прерыватель, он служит для образования разрыва в цепи первичной обмотки (низковольтной). Молоточек прерывателя скользит по кулачку, установленном на роторе и производит замыкание и размыкание подвижного и неподвижного контакта, соответствующее моменту (размыканию контактов) пробоя искры на запальной свечи и нахождения поршня на 3,3-3,5 мм до ВМТ. При размыкании контактов прерывателя, ток в первичной обмотке резко убывает, но из-за явления самоиндукции, при убывании тока по времени возникает ЭДС индукции, не дающее убывать индуцируемому току и поддерживающее его, этому явлению соответствует искра, пролетающая между электродами свечи в момент размыкания контактов. Возникшее мощное магнитное поле наводится на вторичную обмотку 

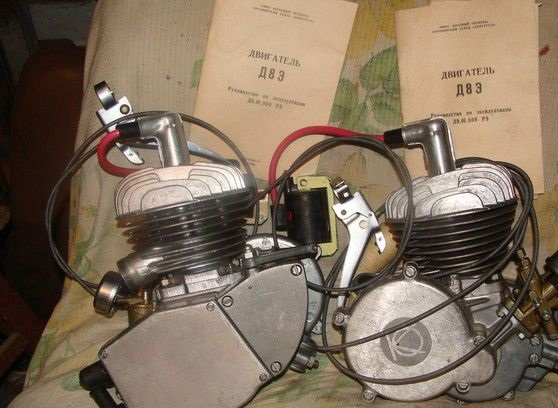
Двигатели двухтактные, карбюраторные, одноцилиндровые, Д8Э.

(высоковольтную) и по закону ЭДС индукции индуцируют в ней электрический ток высокого напряжения, порядка 8000-12000 В. Индуцированное напряжение пробивает электроды свечи, служащие для образования разрыва во вторичной цепи.

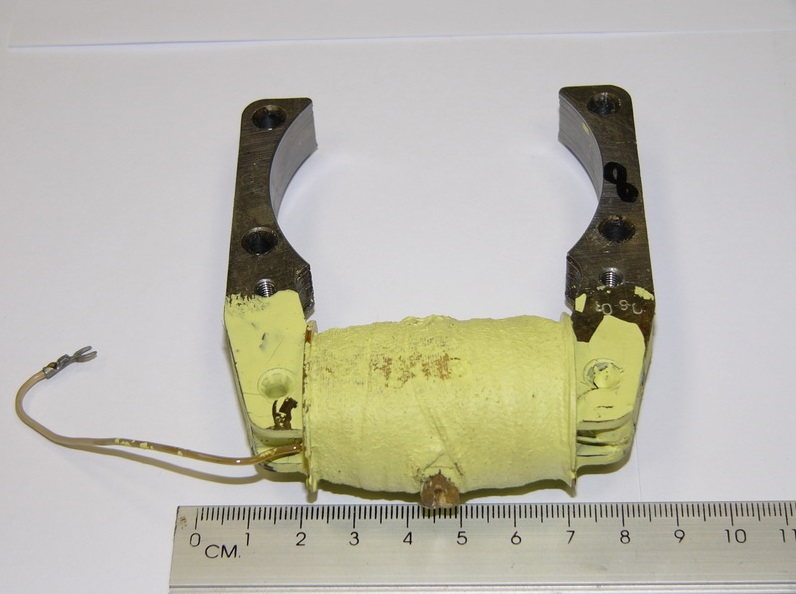
Магнето Д6.

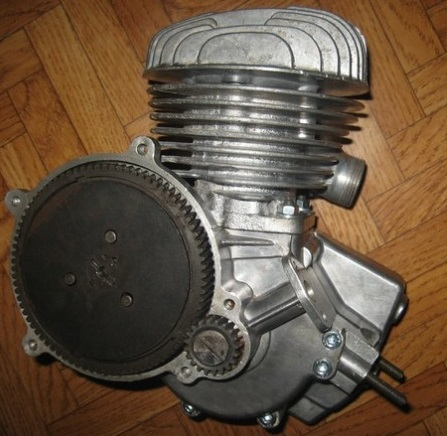
Двигатель двухтактный, карбюраторный, одноцилиндровый, Д8.

Момент, в который искра проскакивает между электродами искры при нахождении поршня 3,3 — 3,5 мм до ВМТ, называется опережением зажигания. От правильности установки опережения зажигания во многом зависит легкий пуск двигателя. Также он зависит и от исправности катушки зажигания (магнето), высоковольтного провода, магнита и запальной свечи с наконечником (колпачком). В системе присутствует конденсатор, предназначенный для сглаживания искрения на контактах прерывателя и еще большего убывания тока, что характеризуется большей мощности искры. Магнето имеет перемычку для питания освещения (переднего и заднего фонарей).
Проблемы, часто возникающие с электрооборудованием двигателя:
1) Обрыв обмоток катушки.
2) Внутренний пробой в катушке.
3) неисправность высоковольтного провода и свечи.
Редкой проблемой, возникающей с электрооборудованием — это размагничивания магнита-ротора.

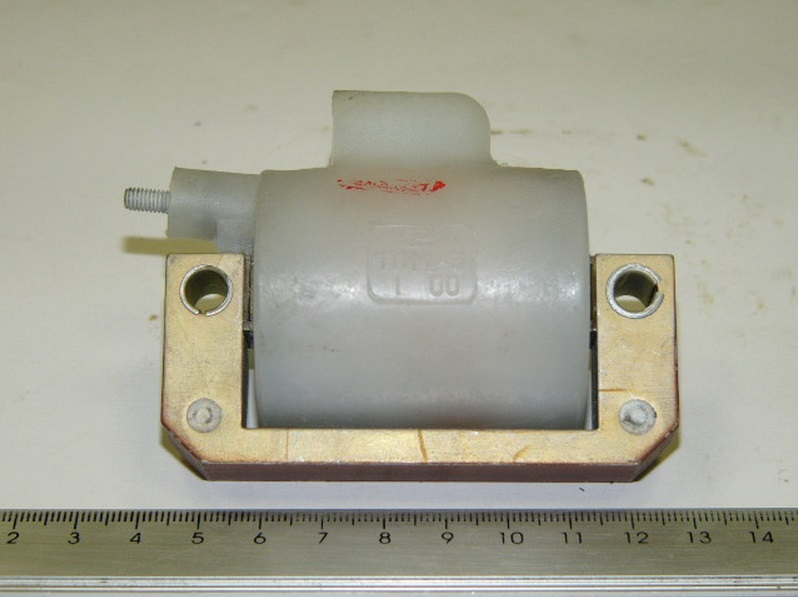
Катушка зажигания ТЛМ-3